# 蠓虫
蠓虫（英語：Midge）是对很多非蚊子的长角亚目的小型飞虫物种的统称。在永久干旱的沙漠和寒冷地区之外的几乎每个陆地区域都发现了蠓（季节性或其他类型）。一些蠓虫，例如白蛉亞科（沙蝇）和蚋科（黑蝇）是各种疾病的传播媒介。许多蠓作为食虫动物的猎物扮演着有用的角色，例如各种青蛙和燕子。也有些蠓像食碎屑动物一样重要，并构成各种营养循环的一部分。蠓的习性因物种而异，但在任何特定科中，蠓通常具有相似的生态作用。
例如，下列的科包含有叫做蠓的物种：
- 網蚊科（英语：Blephariceridae），网翅蠓（英語：Net-winged midges）
- 癭蚊科，瘿蠓（英語：gall midges）
- 蠓科，咬蠓（英語：biting midges），“no-see-ums”（北美），沙蝇[2]（澳大利亚）
- 潮甲科（英语：Chaoboridae），幻影蠓（英語：Phantom midges）
- 搖蚊科, 不咬人的蠓（英語：Non-biting midges），湖蝇[3]（北美大湖地区）
- 擬網蚊科（英语：Deuterophlebiidae）, 山蠓（英語：Mountain midges）
- 細蚊科, 半月板蠓（英語：Meniscus midges）
- 偽毛蚋科, 粪蠓（英語：Dung midges）
- 山蚋科（英语：Thaumaleidae）, 孤蠓（英語：Solitary midges）